# Mácleim
Mácleim Carneiro Damasceno, ou simplesmente Mácleim (Murici, 31 de agosto de 1958)  é um arranjador, compositor, produtor musical e autor de trilhas sonoras para teatro brasileiro, sendo considerado um dos nomes mais expressivos da música de Alagoas.
Venceu o Festival de Música do Sesc de Alagoas nas edições de 1998 e 2001. Participou do Festival de Montreux em 1998, com a música Retalhos de Azul. Em 2006, participou pela terceira vez do Projeto Pixinguinha, do Ministério da Cultura.